# Txernozem

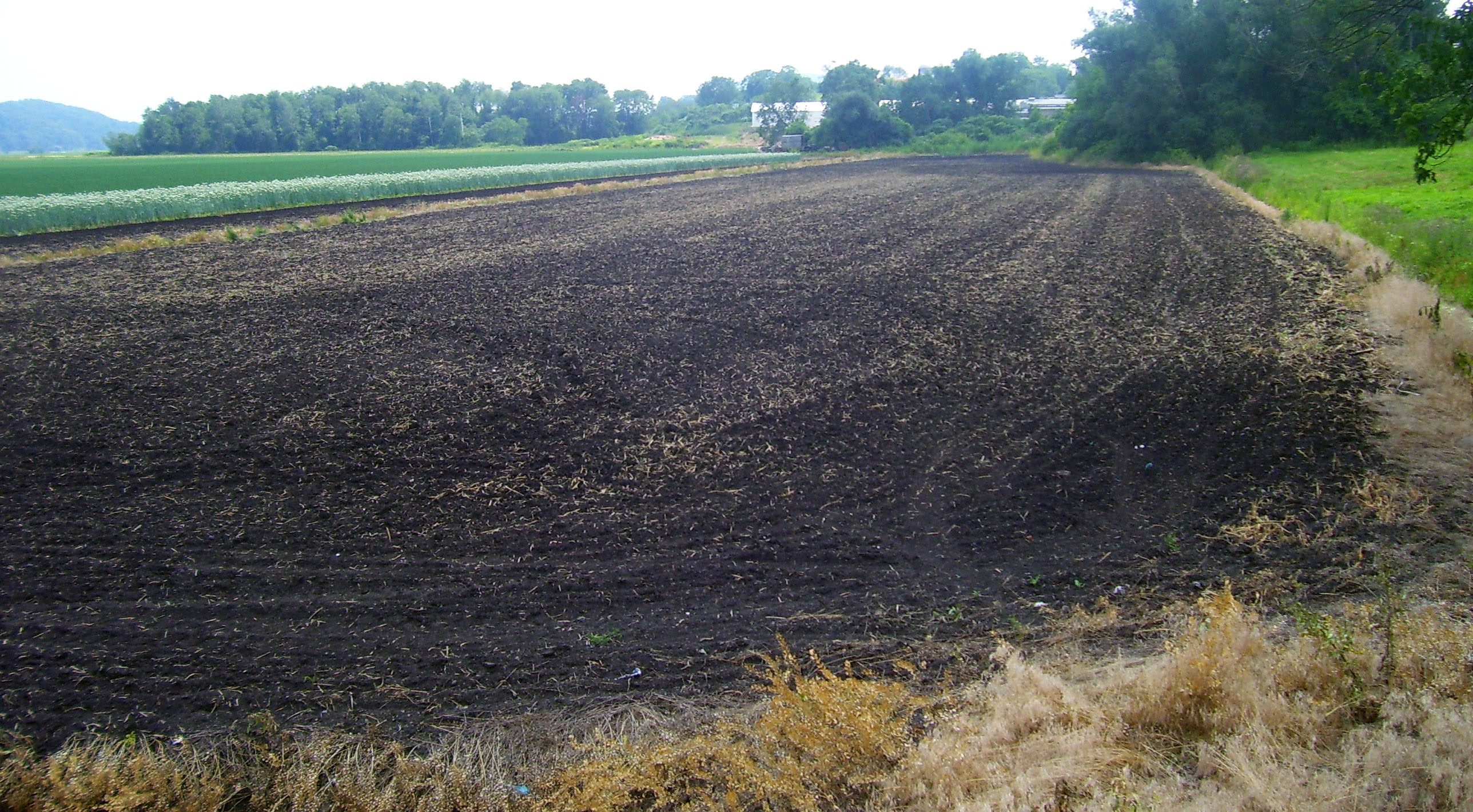
Txernozem a l'estat de Nova York, EUA.

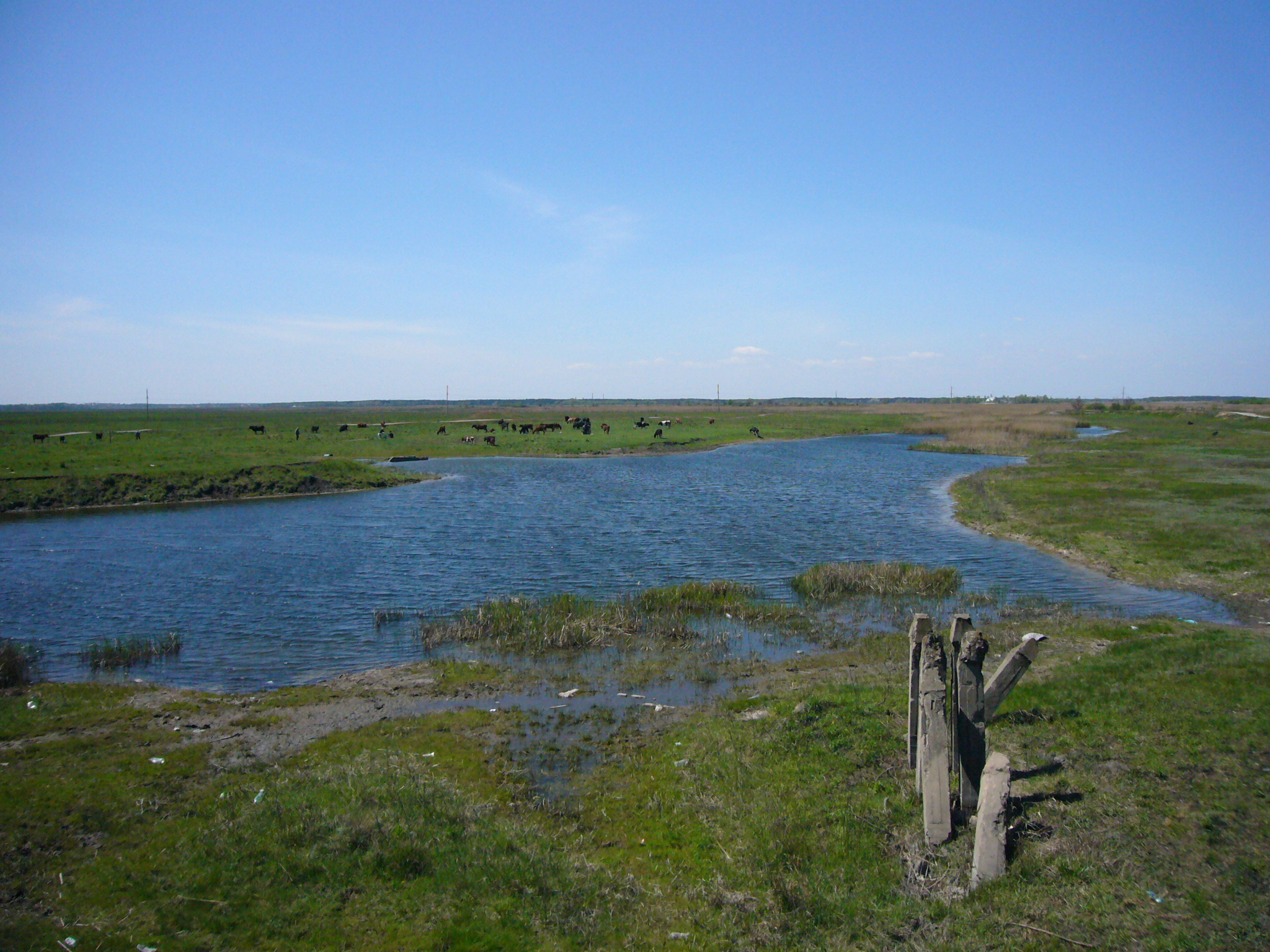
Una àrea de txernozem a l'estepa ucraïnesa, vora el riu Ternivka, al poble de Ternivka, óblast de Dnipropetrovsk.

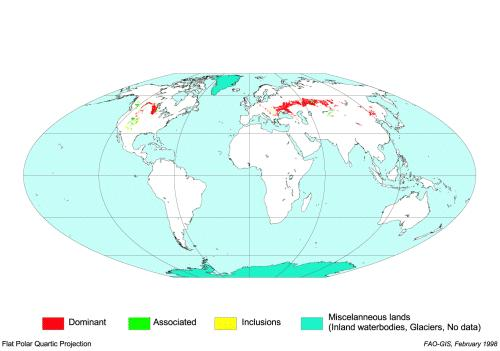
La distribució del txernozem al món.

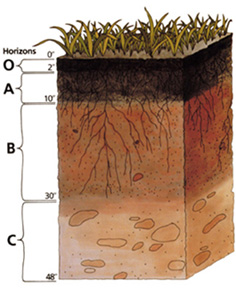
Secció transversal de txernozem, mostrant els seus diferents horitzons.

Txernozem o txernoziom o txornoziom (en ucraïnès чорнозем), "terra negra" en català, és un terme de l'edafologia que es refereix a un tipus de sòl ric en humus (del 3 al 13%), a més de tenir gran quantitat de potassi, fòsfor i microelements.
Txernozem és un tipus de sòl que pertany a la classificació Base de Referència Mundial pels Recursos del Sòl. En la classificació dels Estats Units (USA soil taxonomy) els txernozems pertanyen als mol·lisols.
És un dels tipus de sòl més fèrtils, de manera natural, per a l'agricultura. Té una fondària important d'1 a 6 metres. L'alt contingut en humus i argila li confereixen una reserva d'aigua útil molt important. El txernozem es presta bé a la tècnica de sembra directa o conreu mínim.
Les pluges de l'estiu provoquen una intensa activitat microbiana sobre la vegetació seca o morta durant l'hivern fent una nova capa humífera.
Els txernozem es troben en dues bandes al món: una d'elles inclou la part estepària i d'estepa boscosa d'Ucraïna, i l'anomenada regió central de terra negra d'Ucraïna i Rússia, i que arriba fins al Kazakhstan. L'altra banda abasta part de la praderia del sud del Canadà.
Esporàdicament, el txernozem es troba en alguns llocs de Polònia, Romania, Hongria, Sèrbia, Mèxic, praderies dels Estats Units i Xina (prop de Harbin).

## Perfil
- Horitzó A (superior) Ah: (horitzó amb molt d'humus, molt negre amb estructura en grumolls i una alta porositat (70%). Conté gran quantitat de calci i el seu pH és mitjà (entre 6,5 i 8,5). És ric en cations. Té la propietat de l'isohumisme, és a dir que l'humus s'incorpora profundament fins a 2 metres i que aquest humus és molt estable.
- Horitzó B (per sota de l'horitzó A) disminueix el percentatge de matèria orgànica i s'enriqueix en argila.
- Horitzó C roca mare modificada, calcari presenta un, pseudomiceli format per la precipitació de carboni.